# شهرستان بوگرادسکی
شهرستان بوگرادسکی (به لاتین: Bogradsky District) یک شهرستان در روسیه است که در خاکاسیا واقع شده‌است.